# Elmira (New York)
Elmira je grad u američkoj saveznoj državi New York. Prema popisu stanovništva iz 2010. u njemu je živjelo 29.200 stanovnika.